# Wilhelm Baur (Verleger, 1905)
Wilhelm Baur (geboren als Wilhelm Mayr; * 17. April 1905 in München; † April/Mai 1945 in Berlin) war ein deutscher Verleger und Kulturfunktionär.

## Leben
Wilhelm Mayr wurde am 17. April 1905 in München als unehelicher Sohn von Eleonore Mayr geboren – sein Vater ist unbekannt. Als diese 1909 den Maschineningenieur Ludwig Baur heiratete, wurde er von diesem adoptiert und hieß fortan Wilhelm Baur. Er besuchte zuerst die Volksschule und danach die Königliche Ludwigs-Kreisrealschule in München (heute Erasmus-Grasser-Gymnasium). Bereits 1920 wurde er Mitglied der NSDAP und 1922 Mitglied der SA. Im selben Jahr begann er als Volontär im Franz-Eher-Verlag bei der Partei-Zeitung Völkischer Beobachter und wurde ein enger Vertrauter von Max Amann.
Im November 1923 nahm er am Hitlerputsch teil. Als daraufhin die Partei verboten wurde, arbeitete er im Verlag der Ersatzorganisation „Großdeutsche Volksgemeinschaft“. Zum 21. März 1925 trat er der neu gegründeten NSDAP bei (Mitgliedsnummer 51). 1927 heiratete er Wilhelmine Häussler, mit der er zwei Söhne hatte. Innerhalb des Partei-Verlages arbeitete sich Baur nach oben und wurde schließlich nach der Machtübernahme durch die Nationalsozialisten 1933 Prokurist und politischer Leiter des Zentralverlages der NSDAP, Franz Eher Nachfolger. Baur wurde im September zum Vorsteher des Bayerischen Buchhändler-Vereins gewählt. Er siedelte nach Berlin über, wo er Direktor der Berliner Niederlassung des Verlages wurde. In der Parteihierarchie wurde er 1934 zum Hauptamtsleiter beim Reichsleiter für die Presse der NSDAP ernannt. Im selben Jahr wurde Baur als 1. Vorsteher des Börsenvereins der Deutschen Buchhändler eingesetzt und erhielt somit eine entscheidende Rolle im deutschen Buchhandel.
Die Deutsche Bücherei des Börsenvereins, die seit Juni 1933 dem Reichspropagandaministerium unterstellt war, der NS-Politik dienen und zu einer Nationalbibliothek umgestaltet werden sollte, wurde nunmehr wie nie zuvor gefördert und der Haushalt der Anstalt stetig erhöht. Wie bei anderen Nationalbibliotheken wurde 1934 ein kostenloses Pflichtexemplar in der Satzung des von Baur geführten Börsenvereins und des neugegründeten „Bundes Reichsdeutscher Buchhändler“ (BRB) vorgeschrieben. Der BRB ersetzte de facto den Börsenverein, wurde nach dem Führerprinzip organisiert und von Baur geleitet. Stellvertretender Vorsitzender war Martin Wülfing, und die Geschäftsführung lag bei Albert Heß, für „Nicht-Arier-Fragen“ war der RSK-Referatsleiter Karl Heinrich Bischoff zuständig.
Im Jahre 1935 wurde Baur Präsidialrat der Reichsschrifttumskammer und von Joseph Goebbels zum Reichskultursenator ernannt. 1936 wurde die Gleichschaltung formal vollzogen, der Börsenverein als privatrechtlicher Verband aufgelöst und der Reichsschrifttumskammer zugeordnet, so dass Buchhändler Mitglieder der RSK waren. Baur betrieb auf rigorose Weise die sogenannte „Entjudung“ bzw. „Arisierung“ des Buchhandels. Anfangs wurden die jüdischen Händler zur Liquidation aufgefordert, wobei Einwände und Beschwerden bei der RSK möglich waren. 1937 verschärfte Baur den Kurs, ordnete an, Beschwerden pauschal nicht mehr stattzugeben, und kündigte an, dass bis März 1937 eine Liquidation erfolgen müsse und ansonsten polizeilich geschlossen würde. 1938 wurde Baur Vizepräsident der Reichsschrifttumskammer und Mitglied der SS (SS-Nummer 293.750). Im darauffolgenden Jahr resümierte Baur im Börsenblatt über das Jahr 1938: „Ein Kapitel ist im letzten Jahr restlos liquidiert worden: das des Judentums. Ich habe schon im vorigen Jahr feststellen können, daß der jüdische Einfluß im Buchhandel im Altreich restlos beseitigt ist.“
Auf der Sitzung des Geschäftsführenden Ausschusses der Deutschen Bücherei im Jahre 1938 wurde deren Gleichstellung mit der Preußischen Staatsbibliothek beschlossen. Wie der im selben Jahr zum Generaldirektor der Deutschen Bücherei ernannte Heinrich Uhlendahl ausführte, wurde die „Deutsche Bücherei auch als Zentralkatalogisierungsstelle für das deutschsprachige Schrifttum anerkannt“. 1940 wurde sie schließlich zu einer Anstalt des öffentlichen Rechts.
Als im Jahre 1940 die Preiswächter des Reichskommissariats für die Preisbildung die gebundenen Ladenpreise im deutschen Buchhandel verbieten wollten, konnten dank der geschickten Verhandlungsführung von Wilhelm Baur die bestehenden Regelungen beibehalten werden. Baur baute sich indessen in Leipzig ein eigenes Aktionszentrum auf. Neben vielen Verlagen und Verlagsbuchhandlungen war Leipzig Sitz der großen Kommissionshäuser des Buchhandels, die hier ihre Auslieferungslager unterhielten. Außer dem Börsenverein residierten dort die Deutsche Bücherei, die Gruppe Buchhandel der Reichsschrifttumskammer und in Stadtnähe das Zentrum des SD zur Überwachung des Schrifttums und der Autoren. Im November 1943 stieg Baur, der bereits Vorsteher des Börsenvereins und Vizepräsident der RSK war, als Nachfolger des in Ungnade gefallenen Rolf Rienhardt zum Presseverlagschef beim mächtigen Franz-Eher-Verlag auf. Die schweren Bombenangriffe auf Leipzig am 4. Dezember 1943 und am 20. Februar 1944 zerstörten das Graphische Viertel der Stadt zu mehr als 75 % und brachten den Buchhandel fast zum Erliegen. Diese Krise nutzte das Reichsministerium für Volksaufklärung und Propaganda (RMVP) unter Joseph Goebbels zur Entmachtung Baurs. Goebbels persönlich entschied im Januar 1944, dass Leipzig als Buchzentrum nicht erhalten bleiben könne. Das RMVP erteilte strikte Auflagen für den Fortbestand des von Baur und seinem Stellvertreter Wülfing kontrollierten Leipziger Buchgroßhandels, was einen Machtwechsel im deutschen Buchhandel herbeiführte und Baurs Einflussposition untergrub. Von der Niederlage gegen das Propagandaministerium konnte er sich nicht mehr erholen und büßte seine innerparteiliche Machtstellung ein.
Während des Krieges erhielt Baur das Kriegsverdienstkreuz 1. und 2. Klasse. Er kam in den letzten Kriegstagen in der Schlacht um Berlin zu Tode.

## Publikationen
- Unser Weg und Ziel. In: Der Buchhändler im neuen Reich. Heft 1, 1936.
- Aufsatz zur NS-Schrifttumspolitik in Weimarer Blätter. Festschrift zur Woche des Deutschen Buches 1937. Hrsg. von der Reichsschrifttumskammer. Berlin 1937.
- Das Buch der Deutschen. in der Zeitschrift: Der deutsche Schriftsteller. Oktober 1938.
- mit Rolf Rienhardt und Wilhelm Weiß: Max Amann – Ein Leben für Führer und Volk 1891–1941. Hrsg. von der Betriebsgemeinschaft Deutscher Verlag. Berlin 1941.